# Trachemys scripta troostii
La tortuga de Cumberland (Trachemys scripta troostii) es una subespecie de tortuga semiacuática de la familia Emydidae de Tennessee y Kentucky (Estados Unidos). Esta subespecie de Trachemys scripta fue colocada antes en el género Pseudemys. Se encuentra en una ubicación geográfica diferente de Trachemys scripta scripta, no se produce intergradación entre estas dos formas. La caracterización genética de esta subespecie lleva mucho tiempo debatiéndose; es probable que se originara por la hibridación de Trachemys scripta elegans con Trachemys scripta scripta, ya que presenta caracteres de ambas subespecies y su distribución está también situada entre las de ambas. Tiene el caparazón verde con algunas manchas claras y el plastrón amarillo con manchas negras. En la cabeza tiene una mancha amarilla pálida. Crece hasta los 21 cm.

## Descripción
El caparazón es marrón verde oliva con manchas amarillas. Tiene dos salientes redondeados en el borde posterior del caparazón. El caparazón tiene forma ovalada. El plastrón no tiene articulación y es ligeramente menor que el caparazón. Cada uno de los lados inferiores de los marginales tiene un punto. La piel es de color marrón con tono verdoso con rayas amarillas. Hay una barra distinta detrás de los ojos que puede variar del amarillo al rojo y ser delgado o ancho. El plastrón de esta tortuga tiene manchas oscuras, así como el lado del caparazón. Asimismo, el plastrón tiene barras o rayas de color amarillo. Las patas de esta tortuga tienen grandes rayas amarillas, y los ojos tienen una raya amarilla y naranja directamente detrás de cada ojo. La banda nunca es enteramente de un color, se inicia amarillo y luego se descolora en un color naranja oscuro a rojo en la parte posterior del cuello.

## Hábitat
Se encuentra en los ríos Misisipi y Tennessee, en toda su área, en el sureste de Estados Unidos. Esta subespecie prefiere aguas tranquilas con fondos fangosos. Áreas como estanques, lagos y arroyos con una profusión de vegetación acuática, con el sustrato orgánico. Su origen se encuentra en el valle del río Cumberland, en Kentucky y Tennessee. Pero con el comercio de animales exóticos la tortuga de Cumberland se ha convertido en común incluso en Alabama y Georgia.

## Reproducción
El apareamiento de estas tortugas tiene lugar en los meses de primavera, otoño e invierno. A través de un ritual de apareamiento donde el macho agarra la hembra con sus patas delanteras rígidas. La hembra entonces permite que el macho la monte. Las hembras pueden ir muy lejos del agua para anidar y son a menudo atropelladas por los coches al cruzar las carreteras. Las hembras construyen un nido, generalmente por la noche, en diferentes tipos de suelo. El tamaño de la nidada es de 6-15 huevos, el 71 por ciento de las hembras producen dos nidadas por año.

## Alimentación
Esta tortuga es omnívora cuando es adulta, pero son principalmente carnívoras cuando son pequeñas. Los adultos se alimentan de algas, peces, renacuajos, cangrejos de río, semillas, plantas, vegetación acuática, insectos, gusanos y moluscos. Esta especie, al igual que todas las tortugas acuáticas, solo puede comer cuando está en el agua;)